# Neurospora galapagosensis
Neurospora galapagosensis är en svampart som beskrevs av Mahoney & Backus 1969. Neurospora galapagosensis ingår i släktet Neurospora och familjen Sordariaceae.   Inga underarter finns listade i Catalogue of Life.